# Plattlosta
Plattlosta (Bromus catharticus, synonym Ceratochloa cathartica) är en växtart i familjen gräs. 
Plattlosta är ett storväxt flerårigt gräs vars strån kan bli omkring en meter höga. Gräset blommar från juni till juli och har stora, cirka 20 centimeter långa, glesa vippor, med stora, upp till tre centimeter långa, starkt plattade och skarpt kölade småax. Bladen är långsmala, cirka en centimeter breda, och platta. Dess ursprungsområde är Sydamerika, där arten växer i tempererade och subtropiska gräsmarker. Den förekommer som en introducerad art i delar av Nordamerika, Europa, Asien, Afrika, Australien och Nya Zeeland. 
I Sverige är plattlosta sällsynt, men kan ibland påträffas kring gårdar och på ruderatmark.
Plattlosta placeras taxonomisk ofta i släktet lostor (Bromus), men ibland, tillsammans med sloklosta, i släktet Ceratochloa, plattlostor.